# Slater (Wyoming)
Slater é uma Região censo-designada localizada no estado norte-americano de Wyoming, no Condado de Platte.

## Demografia
Segundo o censo norte-americano de 2000, a sua população era de 82 habitantes.

## Geografia
De acordo com o United States Census Bureau tem uma área de
191,6 km², dos quais 191,6 km² cobertos por terra e 0,0 km² cobertos por água.

## Localidades na vizinhança
O diagrama seguinte representa as localidades num raio de 44 km ao redor de Slater.